# ショーンベルガー・ピストル

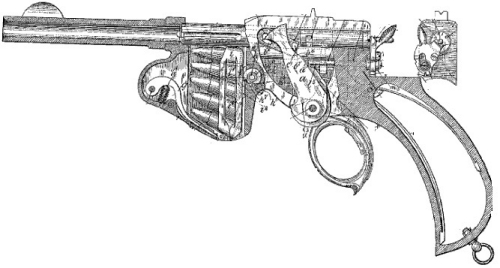

ショーンベルガー・ピストルは1892年オーストリアのシュタイヤー・マンリヒャー社（ステアー社）によって世界で初めて発売された自動式拳銃とされる銃である。
本銃は販売が世界初、とされているが特許や実用化では疑問符の付く銃である。ショーンベルガー Schönberger とは当時のステアー社の最高責任者の名前である。動作方式はマガジン・リピータ、もしくはメカニカル・リピータと呼ばれる方式である。マガジンはトリガーの前に付く方式であるが、クリップごと装弾するマンリカ式を取っており、マガジン部を包む大きなフレーム内部の大型のシアー、またはレバーがマガジン・フォロアーの役目をしていたらしい。撃発はストライカー、もしくはそれに準ずる方式であったようでハンマーは存在しない。右側に大型のコッキングハンドルがありライフルの影響が残っている。特許を持っていたのはステアー社ではなくオーストリアのヨーゼフ・ラウマン Joseph Laumann という人物だとされている。